# Chelonus ponapensis
Chelonus ponapensis är en stekelart som beskrevs av Watanabe 1945. Chelonus ponapensis ingår i släktet Chelonus och familjen bracksteklar. Inga underarter finns listade i Catalogue of Life.